# Kamsko umjetno jezero
Kamsko umjetno jezero (ruski: Камское водохранилище) akumulacijski je bazen u gornjem dijelu rijeke Kame, formiran branom Kamske hidroelektrane blizu grada Perma, izgrađene 1954. godine, te punjen od 1954. do 1956. godine. Proteže se kroz Permski kraj u Rusiji. Prostire se Kamom - 350 km, po Čusovaji - 153 km, po Sylvi - 120 km, po Obvi - 90 km, po Invi - 80 km i po Kosvi - 60 km.
Umjetno jezero ima površinu od 1910 km², te volumen 12,2 milijardi kubičnih metara. Dugo je 350 km, s najvećom širinom od 14 km, no na mjestu ulijevanja Obve i Kosve udaljenost između obala je 27 km. Najveća dubina je 30 m, a prosječna 6,3 m.

## Gospodarski značaj
Kamski akumulacijski bazen je izrađen radi poboljšanja energetike, vodnog prometa i vodoopskrbe. Razvilo se ribarstvo (deverika, smuđ, štuka, grgeč, bodorka). Gradovi Perm, Dobrjanka, Čermoz, Berezniki, Usolje i Solikamsk nalaze se na obali umjetnog jezera.